# Coptosapelteae
Coptosapelteae es una tribu de plantas de la familia Rubiaceae. Sus representantes se encuentran en zonas tropicales y subtropicales de Asia. Esta tribu no se ha colocado dentro como subfamilia de Rubiaceae, pero está hermanada al resto de la familia.

## Géneros
Comprende los siguientes géneros
- Acranthera Arn. ex Meisn. (39 sp)
- Coptosapelta Korth. (16 sp)